# Magnus Sundén
Johan Magnus Sundén, född den 5 oktober 1830 i Stockholm, död den 27 oktober 1926 i Uppsala, var en svensk klassisk filolog.

## Biografi
Sundén blev student vid Uppsala universitet 1847, filosofie kandidat 1854 och filosofie magister samma år. Han blev docent där i latinska språket 1858, lektor vid Uppsala allmänna läroverk 1861 och var extra ordinarie professor i klassiska språk vid universitetet där 1879–96. Sundén var ledamot av läroverkskommittén 1882–84 och censor vid mogenhetsexamen 1887–1904. Han inlade betydande förtjänster om undervisningen i klassiska språk både vid skolor och universitet och utgav flera av grundlighet och reda utmärkta skrifter, bland annat De lege licinia de modo agrorum quæstiones (1854), M. Tullii Ciceronis disputationum tusculanarum libri quinque med förklarande anmärkningar (1875), De tribunicia potestate a Sulla imminuta (1897), De romerska antikviteterna till den studerande ungdomens tjänst (1903, 2:a upplagan 1925), Härskardyrkan under den romerska kejsartiden (i "Svenska humanistiska förbundets skrifter", XXXIII, 1923), åtskilliga grammatiska avhandlingar samt redogörelser för skolväsen i främmande länder.